# Йейле, Ибен
И́бен Йе́йле (дат. Iben Hjejle; 22 марта 1971, Копенгаген, Дания) — датская актриса и сценаристка. Дебютировала в кино в 1992 году, сыграв в фильме «Обнажённый». Всего сыграла в 45 фильмах и телесериалах. В 2001 году дебютировала в качестве сценариста фильма «Løjserne». Йейле — лауреат премий Берлинского кинофестиваля (1999), «Zulu Awards» (2003) и International Film Festival Bratislava (2 в 2011).
В 1996—1999 года Ибен была замужем за Эмилем де Ваалом. В этом браке родился сын Уильям де Ваал (3 ноября 1998).